# Gran Premio di superbike di Monza 2005
Il Gran Premio di superbike di Monza 2005 è stato la quarta prova su dodici del campionato mondiale Superbike 2005, disputato l'8 maggio sull'autodromo nazionale di Monza, in gara 1 ha visto la vittoria di Troy Corser davanti a Yukio Kagayama e James Toseland, la gara 2 è stata vinta da Chris Vermeulen che ha preceduto Régis Laconi e Troy Corser.
La vittoria nella gara valevole per il campionato mondiale Supersport 2005 è stata ottenuta da Katsuaki Fujiwara, mentre la gara della Superstock 1000 FIM Cup viene vinta da Kenan Sofuoğlu e quella del campionato Europeo della classe Superstock 600 da Claudio Corti.

## Risultati

### Gara 1

#### Arrivati al traguardo[6]
| Pos. | Nº  | Pilota              | Squadra                     | Motocicletta       | Giri | Tempo     | Griglia | Punti |
| ---- | --- | ------------------- | --------------------------- | ------------------ | ---- | --------- | ------- | ----- |
| 1º   | 11  | Troy Corser         | Alstare Suzuki Corona Extra | Suzuki GSXR1000 K5 | 18   | 32:40.906 | 2º      | 25    |
| 2º   | 71  | Yukio Kagayama      | Alstare Suzuki Corona Extra | Suzuki GSXR1000 K5 | 18   | +0:00.985 | 1º      | 20    |
| 3º   | 1   | James Toseland      | Ducati Xerox                | Ducati 999F05      | 18   | +0:01.040 | 8º      | 16    |
| 4º   | 55  | Régis Laconi        | Ducati Xerox                | Ducati 999F05      | 18   | +0:01.757 | 3º      | 13    |
| 5º   | 88  | Andrew Pitt         | Yamaha Motor Italia WSB     | Yamaha YZF R1      | 18   | +0:08.609 | 6º      | 11    |
| 6º   | 31  | Karl Muggeridge     | Winston Ten Kate Honda      | Honda CBR 1000RR   | 18   | +0:12.435 | 4º      | 10    |
| 7º   | 7   | Pierfrancesco Chili | Klaffi Honda                | Honda CBR 1000RR   | 18   | +0:12.628 | 9º      | 9     |
| 8º   | 9   | Chris Walker        | PSG-1 Kawasaki Corse        | Kawasaki ZX10      | 18   | +0:16.656 | 7º      | 8     |
| 9º   | 69  | Gianluca Nannelli   | Ducati SC Caracchi          | Ducati 999RS       | 18   | +0:20.481 | 12º     | 7     |
| 10º  | 3   | Norifumi Abe        | Yamaha Motor France-Ipone   | Yamaha YZF R1      | 18   | +0:21.119 | 14º     | 6     |
| 11º  | 41  | Noriyuki Haga       | Yamaha Motor Italia WSB     | Yamaha YZF R1      | 18   | +0:23.169 | 11º     | 5     |
| 12º  | 20  | Marco Borciani      | DFXtreme Sterilgarda        | Ducati 999RS       | 18   | +0:39.874 | 18º     | 4     |
| 13º  | 200 | Giovanni Bussei     | Kawasaki Bertocchi          | Kawasaki ZX10      | 18   | +0:40.080 | 10º     | 3     |
| 14º  | 6   | Mauro Sanchini      | PSG-1 Kawasaki Corse        | Kawasaki ZX10      | 18   | +0:41.484 | 15º     | 2     |
| 15º  | 8   | Ivan Clementi       | Kawasaki Bertocchi          | Kawasaki ZX10      | 18   | +0:41.955 | 22º     | 1     |
| 16º  | 10  | Fonsi Nieto         | Ducati SC Caracchi          | Ducati 999RS       | 18   | +0:44.944 | 25º     |       |
| 17º  | 32  | Sébastien Gimbert   | Yamaha Motor France-Ipone   | Yamaha YZF R1      | 18   | +0:45.063 | 16º     |       |
| 18º  | 155 | Ben Bostrom         | Renegade Koji               | Honda CBR 1000RR   | 18   | +0:47.162 | 19º     |       |
| 19º  | 30  | José Luis Cardoso   | D.F.X. Treme                | Yamaha YZF R1      | 18   | +0:47.225 | 13º     |       |
| 20º  | 92  | Luca Conforti       | Guandalini                  | Ducati 999RS       | 18   | +0:54.378 | 17º     |       |
| 21º  | 45  | Gianluca Vizziello  | Italia Lorenzini by Leoni   | Yamaha YZF R1      | 18   | +1:05.562 | 20º     |       |
| 22º  | 25  | Alessio Velini      | Team Pedercini              | Ducati 999RS       | 18   | +1:15.797 | 27º     |       |
| 23º  | 17  | Miguel Praia        | DFXtreme Sterilgarda        | Yamaha YZF R1      | 18   | +1:16.849 | 29º     |       |
| 24º  | 113 | Paolo Blora         | Tienne                      | Yamaha YZF R1      | 18   | +1:20.243 | 28º     |       |
| 25º  | 21  | Michel Nickmans     | Zone Rouge                  | Yamaha YZF R1      | 17   | +1 giro   | 32º     |       |

#### Ritirati
| Nº | Pilota          | Squadra                | Motocicletta         | Giri | Griglia |
| -- | --------------- | ---------------------- | -------------------- | ---- | ------- |
| 24 | Garry McCoy     | Foggy Petronas Racing  | Petronas FP1         | 17   | 23º     |
| 99 | Steve Martin    | Foggy Petronas Racing  | Petronas FP1         | 14   | 24º     |
| 26 | Andrea Mazzali  | Mazzali Racing         | MV Agusta F4 1000 MT | 4    | 30º     |
| 77 | Chris Vermeulen | Winston Ten Kate Honda | Honda CBR 1000RR     | 1    | 5º      |
| 12 | Lorenzo Alfonsi | D.F.X. Treme           | Yamaha YZF R1        | 0    | 21º     |
| 97 | Luca Pedersoli  | Penta Race             | Ducati 998RS         | 0    | 31º     |

### Gara 2

#### Arrivati al traguardo[7]
| Pos. | Nº  | Pilota              | Squadra                     | Motocicletta         | Giri | Tempo     | Griglia | Punti |
| ---- | --- | ------------------- | --------------------------- | -------------------- | ---- | --------- | ------- | ----- |
| 1º   | 77  | Chris Vermeulen     | Winston Ten Kate Honda      | Honda CBR 1000RR     | 17   | 30:49.758 | 5º      | 25    |
| 2º   | 55  | Régis Laconi        | Ducati Xerox                | Ducati 999F05        | 17   | +0:00.582 | 3º      | 20    |
| 3º   | 11  | Troy Corser         | Alstare Suzuki Corona Extra | Suzuki GSXR1000 K5   | 17   | +0:02.458 | 2º      | 16    |
| 4º   | 31  | Karl Muggeridge     | Winston Ten Kate Honda      | Honda CBR 1000RR     | 17   | +0:03.379 | 4º      | 13    |
| 5º   | 1   | James Toseland      | Ducati Xerox                | Ducati 999F05        | 17   | +0:09.901 | 8º      | 11    |
| 6º   | 88  | Andrew Pitt         | Yamaha Motor Italia WSB     | Yamaha YZF R1        | 17   | +0:10.076 | 6º      | 10    |
| 7º   | 7   | Pierfrancesco Chili | Klaffi Honda                | Honda CBR 1000RR     | 17   | +0:11.116 | 9º      | 9     |
| 8º   | 9   | Chris Walker        | PSG-1 Kawasaki Corse        | Kawasaki ZX10        | 17   | +0:11.587 | 7º      | 8     |
| 9º   | 41  | Noriyuki Haga       | Yamaha Motor Italia WSB     | Yamaha YZF R1        | 17   | +0:26.936 | 11º     | 7     |
| 10º  | 69  | Gianluca Nannelli   | Ducati SC Caracchi          | Ducati 999RS         | 17   | +0:33.459 | 12º     | 6     |
| 11º  | 200 | Giovanni Bussei     | Kawasaki Bertocchi          | Kawasaki ZX10        | 17   | +0:35.184 | 10º     | 5     |
| 12º  | 3   | Norifumi Abe        | Yamaha Motor France-Ipone   | Yamaha YZF R1        | 17   | +0:35.612 | 14º     | 4     |
| 13º  | 6   | Mauro Sanchini      | PSG-1 Kawasaki Corse        | Kawasaki ZX10        | 17   | +0:36.817 | 15º     | 3     |
| 14º  | 92  | Luca Conforti       | Guandalini                  | Ducati 999RS         | 17   | +0:45.473 | 17º     | 2     |
| 15º  | 8   | Ivan Clementi       | Kawasaki Bertocchi          | Kawasaki ZX10        | 17   | +0:47.350 | 22º     | 1     |
| 16º  | 12  | Lorenzo Alfonsi     | D.F.X. Treme                | Yamaha YZF R1        | 17   | +0:47.685 | 21º     |       |
| 17º  | 25  | Alessio Velini      | Team Pedercini              | Ducati 999RS         | 17   | +1:12.244 | 27º     |       |
| 18º  | 155 | Ben Bostrom         | Renegade Koji               | Honda CBR 1000RR     | 17   | +1:23.146 | 19º     |       |
| 19º  | 113 | Paolo Blora         | Tienne                      | Yamaha YZF R1        | 17   | +1:28.432 | 28º     |       |
| 20º  | 26  | Andrea Mazzali      | Mazzali Racing              | MV Agusta F4 1000 MT | 17   | +1:28.468 | 30º     |       |
| 21º  | 24  | Garry McCoy         | Foggy Petronas Racing       | Petronas FP1         | 16   | +1 giro   | 23º     |       |

#### Ritirati
| Nº | Pilota             | Squadra                     | Motocicletta       | Giri | Griglia |
| -- | ------------------ | --------------------------- | ------------------ | ---- | ------- |
| 20 | Marco Borciani     | DFXtreme Sterilgarda        | Ducati 999RS       | 16   | 18º     |
| 71 | Yukio Kagayama     | Alstare Suzuki Corona Extra | Suzuki GSXR1000 K5 | 10   | 1º      |
| 21 | Michel Nickmans    | Zone Rouge                  | Yamaha YZF R1      | 9    | 32º     |
| 32 | Sébastien Gimbert  | Yamaha Motor France-Ipone   | Yamaha YZF R1      | 6    | 16º     |
| 99 | Steve Martin       | Foggy Petronas Racing       | Petronas FP1       | 4    | 24º     |
| 10 | Fonsi Nieto        | Ducati SC Caracchi          | Ducati 999RS       | 3    | 25º     |
| 97 | Luca Pedersoli     | Penta Race                  | Ducati 998RS       | 2    | 31º     |
| 45 | Gianluca Vizziello | Italia Lorenzini by Leoni   | Yamaha YZF R1      | 0    | 20º     |
| 30 | José Luis Cardoso  | D.F.X. Treme                | Yamaha YZF R1      | 0    | 13º     |
| 17 | Miguel Praia       | DFXtreme Sterilgarda        | Yamaha YZF R1      | 0    | 29º     |

### Supersport

#### Arrivati al traguardo
| Pos. | Nº  | Pilota                | Squadra                     | Motocicletta    | Giri | Tempo     | Griglia | Punti |
| ---- | --- | --------------------- | --------------------------- | --------------- | ---- | --------- | ------- | ----- |
| 1º   | 21  | Katsuaki Fujiwara     | Winston Ten Kate Honda      | Honda CBR 600RR | 16   | 30'15.930 | 2º      | 25    |
| 2º   | 16  | Sébastien Charpentier | Winston Ten Kate Honda      | Honda CBR 600RR | 16   | +0.036    | 1º      | 20    |
| 3º   | 69  | Gianluca Nannelli     | Ducati SC Caracchi          | Ducati 749 R    | 16   | +2.726    | 3º      | 16    |
| 4º   | 84  | Michel Fabrizio       | Italia Megabike             | Honda CBR 600RR | 16   | +8.043    | 4º      | 13    |
| 5º   | 11  | Kevin Curtain         | Yamaha Motor Germany        | Yamaha YZF R6   | 16   | +8.163    | 5º      | 11    |
| 6º   | 25  | Tatu Lauslehto        | Klaffi Honda                | Honda CBR 600RR | 16   | +26.566   | 13º     | 10    |
| 7º   | 23  | Broc Parkes           | Yamaha Motor Germany        | Yamaha YZF R6   | 16   | +26.632   | 10º     | 9     |
| 8º   | 8   | Stéphane Chambon      | Gil Motor Sport             | Honda CBR 600RR | 16   | +26.940   | 9º      | 8     |
| 9º   | 33  | Ivan Goi              | Bike Service                | Yamaha YZF R6   | 16   | +37.497   | 16º     | 7     |
| 10º  | 45  | Sébastien Le Grelle   | Le Grelle Dholda in Action  | Honda CBR 600RR | 16   | +37.686   | 15º     | 6     |
| 11º  | 12  | Javier Forés          | Alstare Suzuki Corona Extra | Suzuki GSX 600R | 16   | +37.943   | 11º     | 5     |
| 12º  | 77  | Barry Veneman         | Suzuki Nederland            | Suzuki GSX 600R | 16   | +44.198   | 8º      | 4     |
| 13º  | 116 | Johan Stigefelt       | Stiggy Motorsports          | Honda CBR 600RR | 16   | +47.954   | 14º     | 3     |
| 14º  | 58  | Tomas Miksovsky       | Intermoto Czech Republic    | Honda CBR 600RR | 16   | +57.562   | 18º     | 2     |
| 15º  | 15  | Matteo Baiocco        | Lightspeed Kawasaki         | Kawasaki ZX 6RR | 16   | +1'05.958 | 19º     | 1     |
| 16º  | 88  | Julien Enjolras       | Tati Team Beaujolais Racing | Yamaha YZF R6   | 16   | +1'09.440 | 27º     |       |
| 17º  | 28  | Sami Penna            | Ajo Promotion               | Honda CBR 600RR | 16   | +1'09.785 | 26º     |       |
| 18º  | 100 | Topi Haarala          | Ajo Motorsport              | Honda CBR 600RR | 16   | +1'10.033 | 23º     |       |
| 19º  | 59  | Paweł Szkopek         | Intermoto Czech Republic    | Honda CBR 600RR | 16   | +1'31.170 | 25º     |       |

#### Ritirati
| Nº  | Pilota               | Squadra            | Motocicletta    | Giri | Griglia |
| --- | -------------------- | ------------------ | --------------- | ---- | ------- |
| 161 | Simone Sanna         | Improve Racing     | Honda CBR 600RR | 14   | 7º      |
| 30  | Alessandro Antonello | Kawasaki Bertocchi | Kawasaki ZX 6RR | 14   | 12º     |
| 127 | Robbin Harms         | Stiggy Motorsports | Honda CBR 600RR | 10   | 24º     |
| 19  | Jarno Janssen        | Suzuki Nederland   | Suzuki GSX 600R | 7    | 20º     |
| 24  | Christophe Cogan     | Moto 1 - Suzuki    | Suzuki GSX 600R | 5    | 17º     |
| 14  | Andrea Berta         | Ducati Selmat      | Ducati 749 R    | 1    | 22º     |

### Superstock 1000

#### Arrivati al traguardo
| Pos. | Nº | Pilota               | Squadra                     | Motocicletta       | Giri | Tempo     | Griglia | Punti |
| ---- | -- | -------------------- | --------------------------- | ------------------ | ---- | --------- | ------- | ----- |
| 1º   | 54 | Kenan Sofuoğlu       | Yamaha Motor Germany        | Yamaha YZF R1      | 11   | 20'37.642 | 2º      | 25    |
| 2º   | 55 | Massimo Roccoli      | Italia Lorenzini by Leoni   | Yamaha YZF R1      | 11   | +0.156    | 1º      | 20    |
| 3º   | 41 | Craig Coxhell        | EMS Racing                  | Suzuki GSX 1000R   | 11   | +0.214    | 6º      | 16    |
| 4º   | 5  | Riccardo Chiarello   | Alstare Suzuki Corona       | Suzuki GSXR1000 K5 | 11   | +3.054    | 4º      | 13    |
| 5º   | 69 | Didier Van Keymeulen | Yamaha Motor Germany        | Yamaha YZF R1      | 11   | +3.294    | 3º      | 11    |
| 6º   | 32 | Alex Martinez        | PMS Corse                   | Yamaha YZF R1      | 11   | +9.904    | 5º      | 10    |
| 7º   | 53 | Alessandro Polita    | Celani - Suzuki Italia      | Suzuki GSX 1000R   | 11   | +12.831   | 7º      | 9     |
| 8º   | 11 | Denis Sacchetti      | PSG-1 Corse                 | Kawasaki ZX10      | 11   | +12.872   | 9º      | 8     |
| 9º   | 47 | Richard Cooper       | MS Akuna Racing             | Honda CBR 1000RR   | 11   | +14.264   | 10º     | 7     |
| 10º  | 28 | Sepp Vermonden       | Racing Dirk Van Mol         | Suzuki GSX 1000R   | 11   | +15.466   | 17º     | 6     |
| 11º  | 31 | Vittorio Iannuzzo    | Gimotorsport UnionBikeDucci | MV Agusta          | 11   | +15.470   | 13º     | 5     |
| 12º  | 48 | Fabrizio De Marco    | Gimotorsport UnionBikeDucci | MV Agusta          | 11   | +17.955   | 11º     | 4     |
| 13º  | 57 | Ilario Dionisi       | Celani - Suzuki Italia      | Suzuki GSX 1000R   | 11   | +22.757   | 16º     | 3     |
| 14º  | 24 | Marko Jerman         | MD Team Jerman              | Suzuki GSX 1000R   | 11   | +29.107   | 23º     | 2     |
| 15º  | 21 | Giacomo Romanelli    | PMS Corse                   | Yamaha YZF R1      | 11   | +29.530   | 21º     | 1     |
| 16º  | 77 | Nicolas Saelens      | Racing Dirk Van Mol         | Suzuki GSX 1000R   | 11   | +33.355   | 18º     |       |
| 17º  | 88 | Victor Cox           | Beowulf Motorsport.com      | Suzuki GSX 1000R   | 11   | +33.866   | 24º     |       |
| 18º  | 71 | Petter Solli         | SolliRacing                 | Yamaha YZF R1      | 11   | +39.942   | 27º     |       |
| 19º  | 12 | Denny Lannoo         | Zone Rouge                  | Yamaha YZF R1      | 11   | +43.936   | 25º     |       |
| 20º  | 25 | Olivier Depoorter    | Autophone Racing            | Yamaha YZF R1      | 11   | +49.110   | 26º     |       |
| 21º  | 73 | Martin Choy          | Prista Oil Racing           | Suzuki GSX 1000R   | 11   | +1'00.475 | 28º     |       |
| 22º  | 22 | Leroy Verboven       | Herman Verboven Racing      | Suzuki GSX 1000R   | 11   | +1'00.594 | 30º     |       |
| 23º  | 82 | Yann Gyger           | Team Tyger                  | Suzuki GSX 1000R   | 11   | +1'00.774 | 29º     |       |
| 24º  | 16 | Enrique Rocamora     | HP Racing                   | Suzuki GSX 1000R   | 11   | +1'05.287 | 14º     |       |

#### Ritirati
| Nº | Pilota             | Squadra                   | Motocicletta  | Giri | Griglia |
| -- | ------------------ | ------------------------- | ------------- | ---- | ------- |
| 9  | Luca Scassa        | Ormeni Racing             | Yamaha YZF R1 | 2    | 8º      |
| 40 | Hervé Gantner      | Badan Yamaha              | Yamaha YZF R1 | 1    | 22º     |
| 86 | Ayrton Badovini    | EVR Corse Biassono Racing | MV Agusta     | 0    | 15º     |
| 37 | William De Angelis | Team Trasimeno            | Yamaha YZF R1 | 0    | 12º     |

### Superstock 600

#### Arrivati al traguardo
| Pos. | Nº | Pilota                 | Squadra                     | Motocicletta    | Giri | Tempo     | Griglia | Punti |
| ---- | -- | ---------------------- | --------------------------- | --------------- | ---- | --------- | ------- | ----- |
| 1º   | 71 | Claudio Corti          | Trasimeno                   | Yamaha YZF R6   | 9    | 17'47.228 | 2º      | 25    |
| 2º   | 32 | Yoann Tiberio          | Junior Team Megabike        | Honda CBR 600RR | 9    | +0.102    | 1º      | 20    |
| 3º   | 21 | Maxime Berger          | MBE                         | Honda CBR 600RR | 9    | +5.565    | 4º      | 16    |
| 4º   | 59 | Niccolò Canepa         | Kawasaki Bertocchi          | Kawasaki ZX 6RR | 9    | +6.948    | 3º      | 13    |
| 5º   | 19 | Xavier Siméon          | Alstare Suzuki Corona Extra | Suzuki GSX 600R | 9    | +16.324   | 6º      | 11    |
| 6º   | 16 | Agustín Pérez Muñoz    | Alapont Competition         | Honda CBR 600RR | 9    | +22.599   | 8º      | 10    |
| 7º   | 96 | Jonathan Gallina       | Junior Team Italia Megabike | Honda CBR 600RR | 9    | +28.950   | 9º      | 9     |
| 8º   | 73 | Andrzej Chmielewski    | DFXtreme Majestic           | Yamaha YZF R6   | 9    | +31.914   | 10º     | 8     |
| 9º   | 31 | Patrick McDougall      | Beowulf Motorsport.com      | Suzuki GSX 600R | 9    | +32.309   | 22º     | 7     |
| 10º  | 64 | Daniel Rivas Fernandez | Moto Sport Racing           | Honda CBR 600RR | 9    | +36.007   | 18º     | 6     |
| 11º  | 22 | Danny De Boer          | Remar racing Ten Kate Honda | Honda CBR 600RR | 9    | +36.027   | 17º     | 5     |
| 12º  | 99 | Jorge Villar Machado   | Alapont Competition         | Honda CBR 600RR | 9    | +38.486   | 12º     | 4     |
| 13º  | 70 | Luca Pelliccioni       | Bike Service                | Yamaha YZF R6   | 9    | +39.615   | 13º     | 3     |
| 14º  | 13 | Gabriele Perri         | SBP Racing                  | Kawasaki ZX 6RR | 9    | +41.700   | 20º     | 2     |
| 15º  | 12 | Roy Ten Napel          | Ten Kate Kobutex Honda      | Honda CBR 600RR | 9    | +42.573   | 21º     | 1     |
| 16º  | 11 | Ronald ter Braake      | Ten Kate Kobutex Honda      | Honda CBR 600RR | 9    | +43.391   | 23º     |       |
| 17º  | 51 | Alessia Polita         | Celani Team - Suzuki Italia | Suzuki GSX 600R | 9    | +45.775   | 15º     |       |
| 18º  | 26 | Tom van Looy           | Herman Verboven Racing      | Suzuki GSX 600R | 9    | +55.396   | 24º     |       |
| 19º  | 65 | Gergo Talmacsi         | Faster Racing               | Suzuki GSX 600R | 9    | +1'07.883 | 26º     |       |
| 20º  | 41 | Davide Caldart         | WLB Racing                  | Yamaha YZF R6   | 9    | +1'11.746 | 25º     |       |
| 21º  | 33 | Marek Szkopek          | Grandys Junior Racing       | Suzuki GSX 600R | 9    | +1'20.333 | 27º     |       |
| 22º  | 14 | Nicolas Pirot          | Zone Rouge                  | Yamaha YZF R6   | 9    | +1'31.200 | 28º     |       |
| 23º  | 39 | Nicky Wimbauer         | Moto 1                      | Suzuki GSX 600R | 8    | +1 giro   | 16º     |       |

#### Ritirati
| Nº | Pilota          | Squadra             | Motocicletta    | Giri | Griglia |
| -- | --------------- | ------------------- | --------------- | ---- | ------- |
| 24 | Daniele Beretta | DBG Racing          | Kawasaki ZX 6RR | 5    | 7º      |
| 27 | Barry Burrell   | MS Akuna Racing     | Honda CBR 600RR | 0    | 19º     |
| 68 | David Forner    | Alapont Competition | Honda CBR 600RR | 0    | 11º     |
| 37 | Henri Taipale   | Ajo Promotion       | Honda CBR 600RR | 0    | 14º     |